# Cedric the Entertainer
Cedric the Entertainer, vlastním jménem Cedric Antonio Kyles ,(* 24. duben, 1964, Jefferson City, Missouri, USA) je americký herec a bavič.

## Počátky
Narodil se a vyrůstal v Missouri. Jeho matka pracovala jako učitelka, otec byl zaměstnancem silniční společnosti. Sestra Sharita pracuje jako instruktorka na univerzitě v Columbii. Před tím, než se stal bavičem a hercem, pracoval na několika pozicích včetně středoškolského učitele.

## Kariéra
Před kamerou se poprvé objevil v roce 1996, a to konkrétně v seriálu The Steve Harvey Show, ve kterém působil následně 6 let. V průběhu natáčení tohoto seriálu přijímal nabídky na natáčení televizních i celovečerních filmů. K těm patří Ride, Agent v sukni, Přichází království nebeské nebo Dr. Dolittle 2.
Díky svému komediálnímu umění dostával následně nabídky především na komediální role. K těm jistě patří Holičství, Pán domu, Buď v klidu, Madagaskar nebo Vítej doma.

## Ocenění
Je držitelem pěti cen Image Award za seriály The Steve Harvey Show a The Proud Family. Získal také jedno ocenění Gotham Award za film Z vězení do éteru, jedno ocenění Black Reel Award za film Cadillac Records a jedno ocenění BET Comedy Award za film Holičství 2. Získal také cenu Cinema St.Louis Award na festivalu v St. Louis.
Nominován byl na dalších 11 ocenění.

## Osobní život
Od roku 1999 je ženatý s Lornou Wells, se kterou má dvě děti, dcery Croix a Lucky Rose. Z dřívějších známostí má také dceru Tiaru.

## Filmografie
- 1998 Ride
- 2000 Agent v sukni, The Smoker
- 2001 Přichází království nebeské, Dr. Dolittle 2
- 2002 Doba ledová, Holičství, Sloužit Sáře
- 2003 Nesnesitelná krutost
- 2004 Holičství 2, Rodinka na tripu, Lemony Snicket: Řada nešťastných příhod
- 2005 Pán domu, Buď v klidu, Madagaskar, Honeymooners
- 2006 Šarlotina pavučinka
- 2007 Krycí jméno: Čistič, Z vězení do éteru
- 2008 Vítej doma, Street kings, Madagaskar 2 - Útěk do Afriky, Cadillac Records
- 2009 All's Faire in Love

## Televizní filmy
- 2001 Cedric the Coach
- 2008 Untitled Cedric the Entertainer Project
- 2009 The Law, Šťastný a veselý Madagaskar

## Seriály
- 1996-2002 The Steve Harvey Show
- 2001-2005 The Proud Family
- 2004 MADtv
- 2006 All of Us
- 2007 The Boondocks